# 世界中的鄰居啊
《世界中的鄰居啊》（日语：／ Sekaijyū no Rijinyo */?）是日本女子偶像組合乃木坂46的第2首數位音樂下載限定歌曲，於2020年6月17日由N46Div.推出。

## 背景與發行
2020年5月25日，乃木坂46為了向在2019冠狀病毒病疫情期間，自主減少外出的民眾和醫事人員表達謝意，並且預防傳染情況擴大，而推出了這首歌曲。同時，在Youtube上公開了其MV，MV由各成員的自拍以及東京都明治神宮棒球場的影像所構成，導演是橫堀光範，CG導演則是荒船泰廣。演唱成員則是乃木坂46全體成員以及前成員生駒里奈、市來玲奈、伊藤卡琳、衛藤美彩、齋藤千春、齊藤優里、相樂伊織、櫻井玲香、西野七瀨、能條愛未和若月佑美，這是乃木坂46首次有前成員參與的歌曲。
2020年5月27日，乃木坂46宣佈以數位音樂下載的形式推出這首歌曲，並且將2020年6月17日至2020年12月31日期間所得的收入全數捐出，用於應對冠狀病毒病疫情，並且在6月13日公佈在6月17日於日本國內首先推出，海外則是在6月24日開始推出。歌曲在Oricon公信榜以20,471下載次數，取得數碼單曲週榜第2名，合算單曲週榜則以9,578分取得第15名，於告示牌下載歌曲週榜則以21,652下載次數取得第1名。
歌曲获得第62回日本唱片大獎优秀作品獎。

## 收錄內容
| 數位音樂下載 | 數位音樂下載   | 數位音樂下載 | 數位音樂下載 | 數位音樂下載 | 數位音樂下載 |
| 曲序         | 曲目           |              | 作曲         | 編曲         | 时长         |
| ------------ | -------------- | ------------ | ------------ | ------------ | ------------ |
| 1.           | 世界中的鄰居啊 | 秋元康       | taka         | taka         | 6:11         |

## 參加成員
- 乃木坂46全部成員 : 秋元真夏、生田繪梨花、伊藤純奈、伊藤理理杏、岩本蓮加、梅澤美波、遠藤櫻、大園桃子、賀喜遙香、掛橋沙耶香、金川紗耶、北川悠理、北野日奈子、久保史緒里、黑見明香、齋藤飛鳥、阪口珠美、佐藤楓、佐藤璃果、柴田柚菜、白石麻衣、新內真衣、鈴木絢音、清宮玲、高山一實、田村真佑、筒井彩萌、寺田蘭世、中田花奈、中村麗乃、早川聖來、林瑠奈、樋口日奈、星野南、堀未央奈、松尾美佑、松村沙友理、向井葉月、矢久保美緒、山崎怜奈、山下美月、弓木奈於、吉田綾乃克莉絲蒂、與田祐希、渡邊米麗愛和和田真彩
- 前成員 : 生駒里奈、市來玲奈、伊藤卡琳、衛藤美彩、齋藤千春、齊藤優里、相樂伊織、櫻井玲香、西野七瀨、能條愛未和若月佑美

## 外部連結
- YouTube上的乃木坂46 『世界中の隣人よ』